# 帯岩

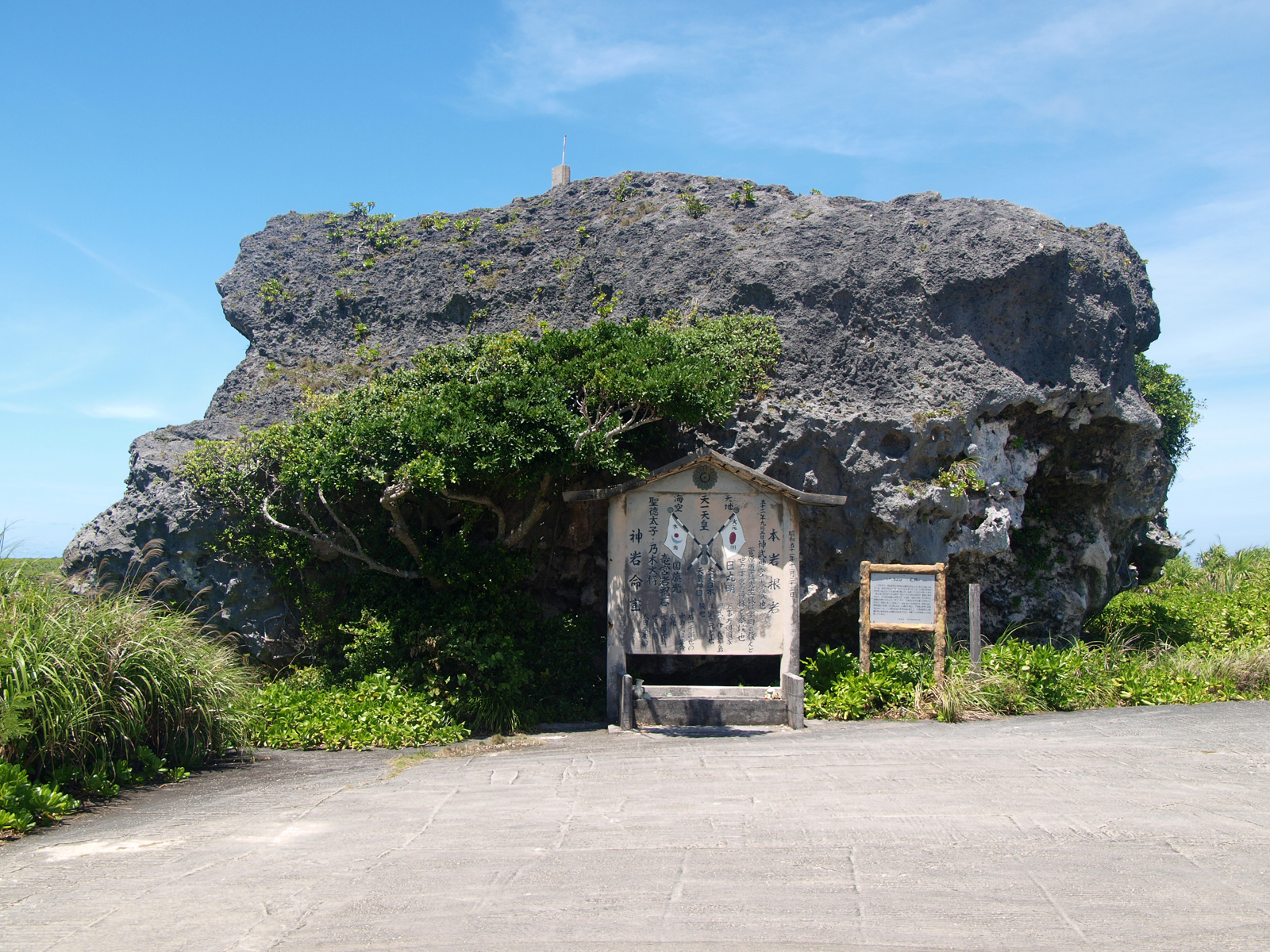
帯岩

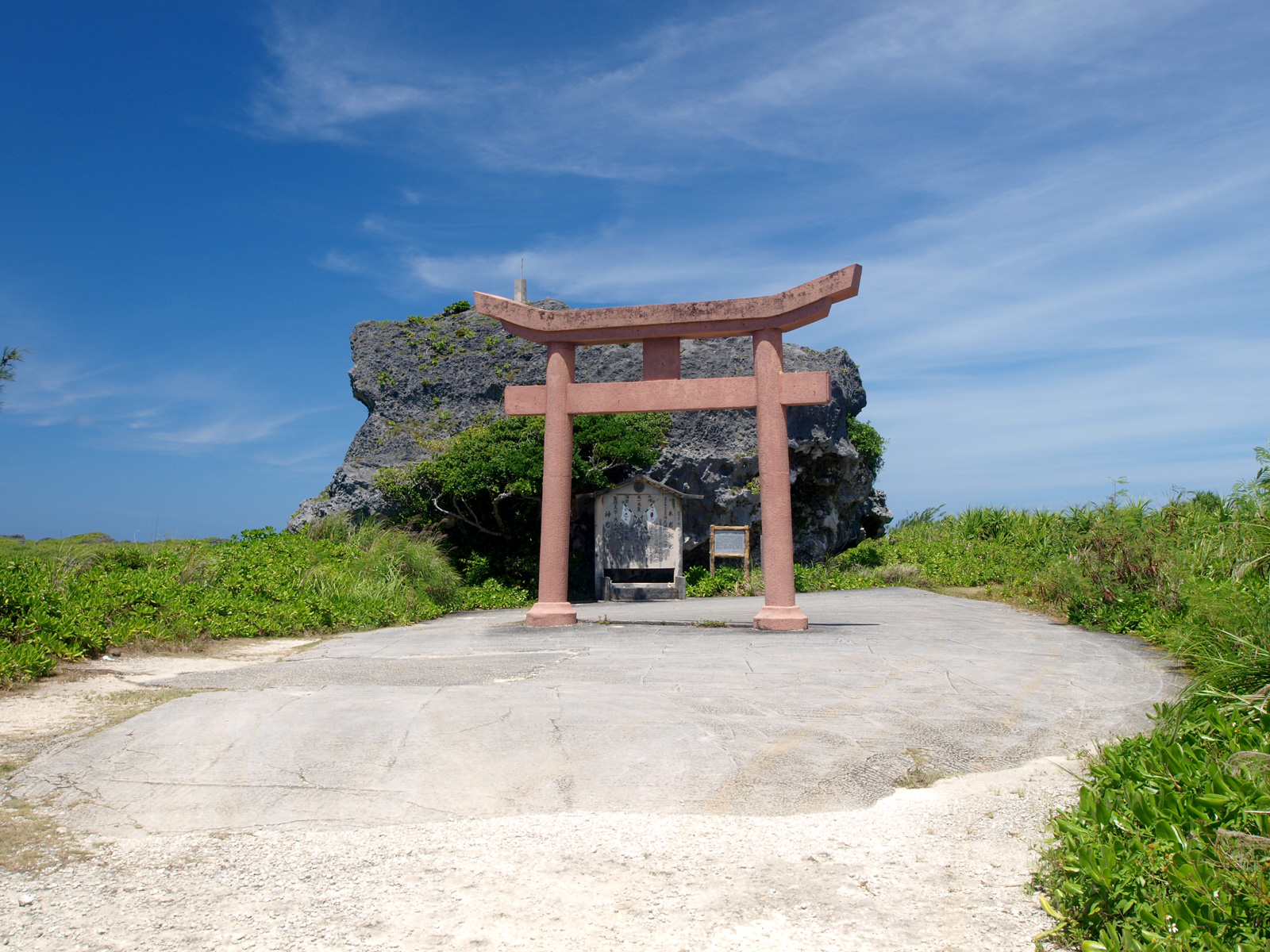
帯岩と手前に設けられた鳥居

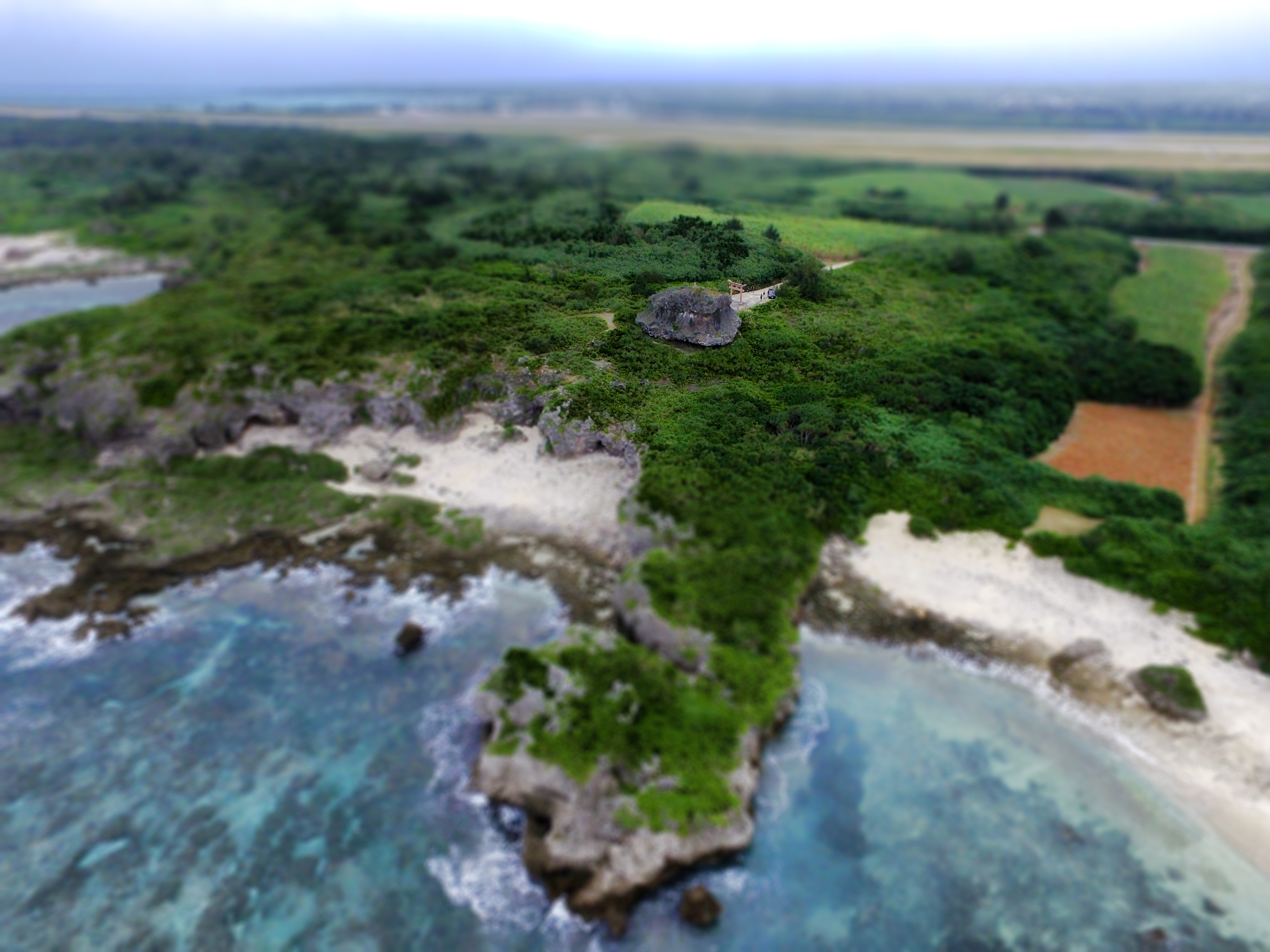
中央が帯岩

帯岩（おぴいわ）は、沖縄県宮古島市の下地島の西岸にある巨岩である。

## 概要
高さ約12.5メートル、周囲約59.9メートル。重量は2,500トンとも2万トンともされる。通り池の南側約800メートル、海岸からは約50メートル離れた高さ12.5メートルの崖上に位置している。
民間信仰の対象であり、大漁、航海安全、家内安全の祈願が行われる。
1979年（昭和54年）6月1日に、下地島巨岩（帯岩）として旧伊良部町の史跡に指定され、宮古島市への合併後には引き続き同市の史跡となっている。

## 由来
津波によって打ち上げられた巨礫を津波石という。その存在が世にが知られるようになった発端は、八重山列島の石垣島等に点在する巨石を調査した牧野清が、それらが津波によって海から陸上に打ち上げられたと推定し、1968年に著した「八重山の明和大津波」で「津波石」と呼んだことによる。
帯石も津波石であり、2010年（平成22年）までに報告された中では世界で最も重いとされる。近年の研究により、宮古列島には過去に幾度も津波が襲来していることが明らかになっている。最もよく知られている1771年4月24日（旧暦明和8年3月10日）の八重山地震の津波（明和の大津波）のほかに、1200年頃、1460-1470年頃、1625年の津波で移動したと考えられる津波石が多くあることが指摘されており、明和の大津波以前の1748年（寛延元年）に完成した『宮古島紀事仕次』に、下地島を襲った津波にまつわる伝説（詳細は通り池#伝説）が収録されていることも、明和の大津波以前の津波の存在を示している。2017年（平成29年）には、先島諸島では明和の大津波と同規模の津波が約600年間隔で4回発生していたとの研究結果が公表されている。帯岩が打ち上げられた時期については、明和の大津波によるとする通説と、それ以前の津波によるとする説とがある。
琉球大学名誉教授の加藤祐三は、明和の大津波による宮古での被害の報告書である『思明氏家譜』の付属文書「御問合書」で移動したと記されている巨石と、帯石の実寸とがほぼ一致することから、1989年（平成元年）に帯岩は明和の大津波で移動したと結論付けた。加藤はまた、付着したサンゴの分析からも明和の大津波で打ち上げられた可能性が高いと述べている。
一方、琉球大学教授の河名俊男らは、1987年（昭和62年）に、帯岩がある地域の津波石に付着した化石の年代測定から、明和の大津波以前の津波によって移動したとした。また、東京大学教授の後藤和久は、2011年（平成23年）に、『大波之時各村之形行書』の記録に基づき石垣島の最大地点で85mとされてきた明和の大津波の遡上高は実際には最大で34.8メートルであり、従来36-39メートルとされてきた下地島での遡上高も古文書に基づく数値計算の結果12.3メートルであるとし、帯岩は明和の大津波では動いていないと述べている。

## 名称
中央部がややくぼんでおり、人が帯を締めているように見えることから「帯岩」、「帯大岩」又は「帯大石」という名称がついたとされる。中央のくぼみは波に浸食された跡で、この岩はかつては海岸崖の海面付近の部分であったと考えられている。
地元では「オコスゴビジー」、「オコスクビジー」（大きな帯をした岩）や「ヌーマミージー」（馬の番をする岩）とも呼ばれる。爆破された岩の中には、「ウシミージー」（牛の番をする岩）と呼ばれる岩もあったという。

## 周辺の巨岩
かつて下地島には数多くの巨岩があったが、その多くは下地島空港建設の際に利用され、この帯岩だけが残された。なお、下地島北西部の佐和田の浜には、津波石とされる巨礫が多数分布している。